# Ціаноацетилен
Ціаноацетилен — органічна сполука з формулою C3HN або H−C≡C−C≡N. Це найпростіший ціанополіїн. Ціаноацетилен був виявлений спектроскопічними методами в міжзоряних хмарах, у комі комети Гейла-Боппа та в атмосфері супутника Сатурна Титана, де він іноді утворює великі хмари.
Ціаноацетилен є однією з молекул, утворених в експерименті Міллера-Юрі.
{\displaystyle {\ce {H-C#C-H + H-C#N -> H-C#C-C#N + H2}}}